# Communauté de communes des Vallons du Lyonnais
La Communauté de communes des Vallons du Lyonnais (CCVL) est une structure intercommunale qui regroupe huit communes du département du Rhône, à l'ouest de l'agglomération lyonnaise. Son siège est situé à Vaugneray.

## Communes
La communauté de communes est composée des 8 communes suivantes :

| Nom                | Code Insee | Gentilé          | Superficie (km2) | Population (dernière pop. légale) | Densité (hab./km2) |
| ------------------ | ---------- | ---------------- | ---------------- | --------------------------------- | ------------------ |
| Vaugneray (siège)  | 69255      | Valnégriens      | 25,02            | 6 198 (2022)                      | 248                |
| Brindas            | 69028      | Brindasiens      | 11,27            | 6 718 (2022)                      | 596                |
| Grézieu-la-Varenne | 69094      | Grézirots        | 7,45             | 6 284 (2022)                      | 843                |
| Messimy            | 69131      | Messimois        | 11,1             | 3 565 (2022)                      | 321                |
| Pollionnay         | 69154      | Pollionnois      | 15,8             | 2 966 (2022)                      | 188                |
| Sainte-Consorce    | 69190      | Saint-Consorçois | 5,81             | 2 109 (2022)                      | 363                |
| Thurins            | 69249      | Thurinois        | 19,36            | 3 268 (2022)                      | 169                |
| Yzeron             | 69269      | Yzeronnais       | 10,75            | 980 (2022)                        | 91                 |

## Historique
En 1970, un SIVOM des Monts du Lyonnais est créé, remplacé par la CCVL par un arrêté préfectoral du 23 décembre 1996.
Le 1er janvier 2015, la commune de Saint-Laurent-de-Vaux est absorbée par Vaugneray.

## Conseil de communauté
La CCVL est dirigée par un conseil de communauté de 30 membres. Depuis le 10 avril 2008, le président est Daniel Malosse, adjoint au maire de Vaugneray.